# Komunalny Związek Gmin Dolina Redy i Chylonki
Komunalny Związek Gmin "Dolina Redy i Chylonki" – związek międzygminny, powołany w 1990 w celach związanych z ochroną środowiska, jak zbiórka i utylizacja odpadów czy odbiór i oczyszczanie ścieków. Statut związku przyjęto 12 kwietnia 1991. Nazwa "Dolina Redy i Chylonki" ma symboliczne znaczenie – rzeka Reda przepływa przez 2 miasta związku: Wejherowo i Redę, a rzeka Chylonka przez Gdynię. Jednocześnie obie rzeki wyznaczają lokalizację Głównego Zbiornika Wód Podziemnych nr 110 – będącego jednym z najzasobniejszych zbiorników wód podziemnych w Polsce i zasilającym w wodę pitną gminy Związku. Zbiornik ten jest objęty szczególną ochroną przez Związek.

## Członkowie
- miasto Gdynia
- gmina Kosakowo
- miasto Reda
- miasto Rumia
- miasto Wejherowo
- miasto Sopot (od 26 października 1992)
- gmina Wejherowo (od 30 maja 2005)

## Władze Związku
Najwyższym organem Związku jest Zgromadzenie, składające się z 17 członków, delegowanych przez władze gmin. Gdyni przypada 5 członków a pozostałym gminom po 2.
Zgromadzenie decyduje o budżecie, programie działania, wysokości składek gmin, wysokości opłat za wodę, odbiór ścieków i odpadów a także wybiera 3-osobowy Zarząd, który reprezentuje Związek na zewnątrz oraz wykonuje uchwały Zgromadzenia. Przewodniczącym zgromadzenia jest co roku przedstawiciel innej gminy.

## Zadania
Związek w zastępstwie gmin-członków wykonuje zadania publiczne:
- zaopatrzenie gmin w wodę
- gospodarka odpadami
- odbiór i oczyszczanie ścieków
- energetyka cieplna – centralne ogrzewanie
- utrzymanie porządku i czystości
- edukacja ekologiczna
- ochrona środowiska

## Finansowanie
Związek jest finansowany ze składek gmin-członków płaconych proporcjonalnie do liczby mieszkańców każdej z gmin. Dodatkowym źródłem są dochody z działalności spółek, których udziałowcem wraz z gminami jest Związek oraz z dotacji rządowych i pozarządowych.

### Udziały w spółkach
- Przedsiębiorstwo Wodociągów i Kanalizacji Sp. z o.o. w Gdyni (PEWIK) – gospodarka wodno-ściekowa – Związek: 13,71%, pozostałe udziały: Gmina Miasta Gdyni (44,63%), Gmina Miasta Rumi (19,01%), Gmina Miasta Redy (11,54%), Gmina Miasta Wejherowo (6,96%), Gmina Wejherowo (3,80%), Gmina Kosakowo (0,35%)[2]
- Okręgowe Przedsiębiorstwo Energetyki Cieplnej Sp. z o.o. w Gdyni (OPEC) – energetyka cieplna – Związek: 72,3% udziałów, pozostałe udziały: Gmina Miasta Gdyni (23,3%), Gmina Miasta Wejherowa (4,0%), Gmina Miasta Rumi (0,4%)[3]
- Eko Dolina Sp. z o.o. w Łężycach – gospodarka odpadami – Związek: 1,53% udziałów, pozostałe udziały: Gmina Miasta Gdyni (58,05%), Gmina Wejherowo (14,23%), Gmina Miasta Sopotu (9,35%), Gmina Miasta Rumi (9,15%), Gmina Miasta Redy (3,32%), Gmina Miasta Wejherowo (3,25%), Gmina Kosakowo (1,12%)[4]